# Paul Beorn
 (mai 2023).
Si vous disposez d'ouvrages ou d'articles de référence ou si vous connaissez des sites web de qualité traitant du thème abordé ici, merci de compléter l'article en donnant les références utiles à sa vérifiabilité et en les liant à la section « Notes et références ».
Œuvres principales
- 14-14
- Le Septième Guerrier-mage
- Calame

Paul Beorn, de son vrai nom Paul Couaillier, né le 24 novembre 1977 à La Rochelle, est un écrivain français, principalement de récits de fantasy, mais aussi de fantastique et de science-fiction. Il écrit également des romans destinés à un public d'enfance et de jeunesse.

## Biographie
Ses premières nouvelles publiées appartiennent à la littérature courante avant qu'il ne revienne durablement aux littératures de l'imaginaire.
En 2008, il commence à s'impliquer au sein du collectif d'auteurs amateurs CoCyclics et publie son premier roman en 2010 aux éditions Mnémos. 
En 2014, il co-écrit avec Silène Edgar le roman 14-14 aux éditions Castelmore mettant en parallèle les histoires de deux garçons à un siècle d'écart. Le livre reçoit plusieurs prix dont le Prix Gulli du Roman 2014 , et le Prix des Incorruptibles 2016 dans la catégorie cinquième/quatrième, etc. Le livre est aussi publié dans une version adaptée aux lecteurs dyslexiques. Il est traduit et publié dans douze pays étrangers.
Ils continuent leur collaboration avec le roman Lune Rousse, Les Loups-garous de Thiercelieux en novembre 2018. Puis, en 2021, ils élaborent ensemble le roman fantastique historique La Dame des murs aux éditions Castelmore.
Le Septième Guerrier-Mage, paru en 2015 aux éditions Bragelonne, est couronné du prix Imaginales des lycéens 2016. Le premier volume de Calame, Les Deux visages, également publié aux éditions Bragelonne en 2018, obtient quant à lui le prix Imaginales des bibliothécaires 2019.
Depuis, Paul Beorn s'est également fait connaître pour d'autres activités littéraires, notamment pour des séries première lecture telles que Kéo et l'épée magique (2022-2024), aux éditions Casterman, pour l'écriture de romans relevant du livre-jeu, Le dernier des dragons (2021) et La dernière des elfes (2024) parus aux éditions Rageot et en tant que scénariste de bande dessinée avec C'est pas de la magie (2024) parue dans la revue L'éléphant junior et aux éditions Scrineo.

## Œuvres

### Romans

#### DiptyqueLa Pucelle de Diable-Vert
1. La Perle et l'Enfant, Mnémos, 2010
2. Le Hussard amoureux, Mnémos, 2010

#### DiptyqueCalame
1. Les Deux Visages, Bragelonne, 2018Prix Imaginales des bibliothécaires 2019
2. Les Deux Royaumes, Bragelonne, 2021

#### Romans indépendants
- Les Derniers Parfaits, Mnémos, 2012
- Le Septième Guerrier-mage, Bragelonne, 2015Prix Imaginales des lycéens 2016

### Romans jeunesse

#### SérieLe Club des chasseurs de fantôme
1. Le Navire de l'oubli, Rageot, 2019
2. La Statuette mystérieuse, Rageot, 2019

#### SérieMélo-Méli(co-écrite avecLilie Bagage)
1. Mélo-Méli chez Alexander Fleming, Scrineo, 2021
2. Mélo-Méli chez Marie Curie, Scrinéo, 2021
3. Mélo-Méli chez Jane Goodall, Scrinéo, 2022
4. Mélo-Méli chez Archimède, Scrinéo, 2022

#### SérieKeo et l'épée magique (illustrée parAlexandre Cochez)
1. L'Armée des orcs, Casterman, 2022
2. Le Dévoreur de magie, Casterman, 2022
3. Le Tournoi des chevaliers, Casterman, 2023
4. Le Seigneur des ténèbres, Casterman, 2024
5. L'Île des pirates, Casterman, 2024

#### Roman dont vous êtes le héros
- Le Dernier des dragons, Rageot, 2021
- La Dernière des elfes, Rageot, 2024

#### Romans indépendants
- 14-14, Castelmore, 2014Écrit avec Silène Edgar. Prix Gulli-du-roman 2014, Prix des incorruptibles 2016(a aussi été écrit de façon adaptée aux lecteurs dyslexiques.
- Le Club des chasseurs de fantômes, Imaginemos, 2014
- Un ogre en cavale, Castelmore, 2016
- Lune rousse, Castelmore, 2018Écrit avec Silène Edgar. D'après l'univers du jeu de société Les Loups-garous de Thiercelieux

### Romans jeunes adultes
- Le Jour où..., Castelmore, 2014

### Nouvelles
- 2003 : Le Minotaure, publiée dans la revue L'Encrier renversé no 51
- 2004 : La Carte Mère, publiée dans le recueil collectif Et si c'était vrai, éditions du Roure
- 2004 : Écœurant, publié dans le recueil Prix Haut-Rhinois de la Nouvelle Littéraire 2004
- 2004 : Le Premier Monde, publiée dans la revue Sol'Air no 30
- 2004 : La Bienvenue, publiée dans la revue Bastet
- 2007 : Le Dernier des Gris, publiée dans le webzine Solstice
- 2008 : Strip-tease de Noël, publiée dans le fanzine Piments et Muscade
- 2010 : Vieux Salopard, publiée dans l'ouvrage collectif Souriez, vous êtes gérés, La Volte
- 2011 : Le Démon de mémoire, publiée dans l'ouvrage collectif Victimes et bourreaux, Mnémos
- 2011 : Les Chroniques des Errants, livre II : La Cité des égaux, illustrations de Cédric Lenfant, publiée dans Chaudron magique no 10, Milan Presse .
- 2012 : La Femme oiseau, publiée dans Jeu de rôle magazine no 18
- 2016 : L'Étalon, publiée dans l'ouvrage collectif Fées et automates, Mnémos
- 2021 : Le Dernier Royaume, publiée dans l'ouvrage collectif Frontières, Mnémos

### Bandes dessinées
- Emma Eurêka : C'est pas de la magie !, Scrinéo, 2024

Co-écrite avec Lilie Bagage, dessinée par Victoria Grenier.

## Prix et distinctions
- 2014 : Prix Gulli-du-roman[11] 8-12 ans pour 14-14
- 2015 : Prix du roman contemporain pour 14-14[12]
- 2016 : Prix des Incorruptibles (catégorie cinquième/quatrième) pour 14-14[13],[14]
- 2016 : Prix Tatoulu pour 14-14[14],[15]
- 2016 : Prix Imaginales des lycées pour Le septième guerrier-mage[14],[16]
- 2017 : Prix des lecteurs en Seine[14] pour Le jour où...
- 2019 : Prix Imaginales des bibliothécaires pour Calame T1 Les deux visages[17]